# Vita Pardulfi
Vita Pardulfi er et værk af Skt. Pardulf (død 737), en gejstlig mand fra Limoges i det centrale Frankrig, som blev skrevet omkring midten af det 8. århundrede.
Vita Pardulfi er bemærkelsesværdigt for de indsigter der gives in livet i Aquitaine på denne tid. Værket indikere også den generelle agtelse der blev tildelt Odo af Aquitaine, i modsætning til det negative billede der blev gengivet i Fortsættelsen af Fredegars krøniker som blev bestilt af hertug Childebrand, som var halvbror til Odos rival Karl Martell.

## Reference
- Fouracre, Paul (2000). The Age of Charles Martel. Pearson Education. ISBN 0-582-06476-7